# رسائل الحکمه
رَسَائِل ٱلْحِکْمَة (نوشتارهای فرزانگی) مجموعه‌ای از متون مقدس و ادبیات شبانی شامل نامه‌هایی است که توسط آموزگاران آیین دروز که بومی شام هستند، نگارش شده است.
رسائل الحکمه جایگاه ویژه‌ای در فرقه باطنی‌گرای دروزی دارد. این کتاب، مهم‌ترین و معتبرترین متن دینی در دسترس از این فرقه است که توسط سه تن از مهم‌ترین شخصیت‌های بنیان‌گذار فرقه و در سال‌های نخست دعوت به رشته تحریر درآمده است.
این آیین در حال حاضر حدود یک میلیون پیرو دارد. این متن بر پذیرش و پرستش حاکم بأمرالله به‌عنوان آخرین و قطعی‌ترین حلول الله تأکید دارد، باوری که دروزیان آن را «توحید» تعریف می‌کنند

## مجموعه متون دروزی
مجموعه کامل متون دروزی یا کتاب مقدس دروزیان شامل عهد عتیق، عهد جدید، قرآن و آثار فلسفه‌ای از جمله نوشته‌های افلاطون و متأثر از سقراط و همچنین آثار دیگر دین‌ها و فلسفه‌ها است. دروزیان معتقدند که درک این متون ضروری است، اما تنها العُقّال (خردورزان) به نوشته‌هایی دسترسی دارند که این متون را پشت سر گذاشته و فراتر از آن‌ها هستند.
رسائل الحکمة همچنین با نام‌های کتاب الحکمة و الحکمة الشریفة شناخته می‌شود. سایر نوشته‌های کهن دروزی شامل رسائل الهند (نامه‌های هند)، نسخه‌های گمشده یا پنهان‌شده‌ای مانند المنفرد بذاته و الشریعة الروحانیة و همچنین دیگر رساله‌های آموزشی و جدلی است.

## توصیف
رسائل الحکمة به زبان عربی نوشته شده و در مجموع شامل ۱۱۱ رساله است. این رسائل در شش کتاب سازماندهی شده‌اند که نخستین بار توسط یکی از برجسته‌ترین پیشوایان دروزی، عبدالله التنّوخی، در سال ۱۴۷۹ میلادی گردآوری شد. بر اساس روایات شفاهی، در ابتدا ۲۴ کتاب وجود داشت که تصور می‌شود ۱۸ کتاب از آن‌ها گم شده، پنهان یا نابود شده‌اند. قدیمی‌ترین رساله، شماره ۶، در ژوئیه ۱۰۱۷ میلادی توسط حمزه پسر علی نوشته شده و او به‌طور مشخص به‌عنوان نویسنده ۳۰ رساله دیگر در دو کتاب اول ذکر شده است. رساله‌های ۱۰۹ و ۱۱۰ جدیدترین رسائل هستند که توسط بهاالدین مقدس در سال ۱۰۴۲ میلادی نوشته شده‌اند. رساله‌های شماره ۳۶ تا ۴۰ به اسماعیل التمیمی بن محمد نسبت داده شده‌اند. نخستین رساله با پیام وداع از حاکم بأمرالله، که در آیین دروز به‌عنوان تجسد خداوند شناخته می‌شود، آغاز می‌شود. او در این پیام تلاش‌های خود را برای بهبود رفاه و صلح مردم شرح داده و آنان را به راست‌کرداری فرا می‌خواند.
دروزیان از تفسیر این رساله‌ها باور دارند که حاکم بأمرالله نمرده، بلکه به غیبت مهدی رفته و روزی بازخواهد گشت تا حکمت دروزی را به جهان آشکار کرده و دوران طلایی یونان را آغاز کند.

### درون‌مایه
رسائل الحکمة شامل مباحث فلسفی دربارهٔ موضوعات فلسفه نوافلاطونی و گنوسیسم، نظریه زمین‌مرکزی، تفاسیر عربی از فلسفه‌های فارابی، فلوطین و پروکلس لیکایوس، نوشته‌هایی دربارهٔ روح جهانی و چندین رساله جدلی دربارهٔ ادیان و فلسفه‌های دیگر است که در آن زمان رایج بودند. همچنین به افرادی که به‌عنوان مرتد یا تحریف‌کننده شهرت این آیین شناخته می‌شدند، پاسخ داده شده است. از جمله رساله‌های برجسته، رساله‌ای با عنوان «پاسخ به علویان» و جلد پنجم رساله‌ها است. بیشتر این رساله‌ها به زبان عربی پساکلاسیک نوشته شده‌اند و شباهت‌هایی با نوشته‌های مسیحی عرب دارند.
این متون دیدگاهی به باورهای دروزی دربارهٔ تلفیق نوس و روح جهانی در مصر قرن یازدهم ارائه می‌دهند، زمانی که خداوند از طریق خلافت فاطمیان خلافت الحاکم و آموزه‌های او بر انسان‌ها ظاهر شد. این متون شکلی برجسته از نوافلاطونیسم عربی را نشان می‌دهند که با اسماعیلیه و مسیحیت درآمیخته و برای فلسفه و تاریخ ادیان و مذاهب بسیار جذاب است.

## ترجمه‌ها
یک پزشک سوری‌ها یکی از نخستین نسخه خطی‌های دروزی را در سال ۱۷۰۰ میلادی به لوئی چهاردهم اهدا کرد، که اکنون در کتابخانه ملی فرانسه نگهداری می‌شود. اختلالات محلی مانند تهاجم نظامی ابراهیم محمدعلی پاشا بین سال‌های ۱۸۳۱ تا ۱۸۳۸، همراه با جنگ ۱۸۶۰ دروزی‌ها و مارونی‌ها باعث شد که برخی از این متون به دست دانشگاهیان بیفتد. دیگر نسخه‌های خطی اصلی در مجموعه رابرت گرت در دانشگاه پرینستون نگهداری می‌شود. نخستین ترجمه فرانسوی در سال ۱۸۳۸ توسط زبان‌شناس و خاورشناس سیلوستر دوساسی در کتاب Exposé de la religion des Druzes منتشر شد.
نسخه دیگری از رسائل الحکمة در سال ۱۹۸۶ توسط نویسندگان نام مستعار در لبنان منتشر شد. این نسخه بخشی از مجموعه بحث‌برانگیز «حقیقت سخت» بود که شامل چندین کتاب ضد دروزی، ضد علوی و ضداسلامی بود و به دلیل محتوای گمراه‌کننده و نفرت‌پراکنی توسط مقامات ممنوع شد. همچنین، پایان‌نامه‌ای منتشرنشده توسط دیوید برایر در مورد دو جلد اول این مجموعه تهیه شده است.
ترجمه‌ای فرانسوی و بررسی انتقادی از این دو جلد اول (رساله‌های ۱ تا ۴۰) از رسائل الحکمة در سال ۲۰۰۷ توسط دانیل دی اسمِت منتشر شد. او مقدمه‌ای دکترینال، یادداشت‌ها، توصیف و فهرستی از نسخه‌های خطی و مطالعاتی دربارهٔ محتوای آن‌ها ارائه کرده است.

## گفتاوردها
دربارهٔ مفهوم خدا، حمزه پسر علی نوشت: 
| « | اگر به ذهن انسان‌ها بدون هیچ مقدمه و تدریجی، دانش خدا داده شود، این ذهن‌ها دچار گیجی شده و از پا درخواهند آمد. | » |

| « | ... آفریدگار عقل کامل، همه موجودات آفریده‌شده را در آن محصور کرد تا چیزی خارج از آن باقی نماند. | » |

دربارهٔ مفهوم تناسخ و روح جهانی، بهاالدین نوشت:
| « | ای کسی که حواس‌پرتی، چگونه کسی که از ابزار جسمانی خود بی‌بهره است می‌تواند به دانش دست یابد؟ ای کسی که بی‌خبر است، چگونه کسی که حواس خود را کنار گذاشته است می‌تواند به جهل برسد؟ و ای کسی که سردرگم است، چگونه روح‌ها می‌توانند به‌تنهایی وجود داشته باشند؟ و چگونه می‌توانند در اصل خود سکونت کنند و در عین حال زندگی کنند و از لذت‌های خود بهره‌مند شوند؟ | » |

دربارهٔ مفهوم خداناباوری، بهاالدین استدلال کرد:
| « | ایمان به نبودن، وجود را به‌طور کامل نفی می‌کند. این راهی است که به بی‌ایمانی، خداناباوری و انکار می‌انجامد. | » |

دربارهٔ محرمانگی رسائل الحکمة، حمزه پسر علی نوشت:
| « | دانش الهی را از کسانی که شایسته آن نیستند محافظت کنید و از کسانی که شایسته آن هستند دریغ نکنید. کسی که دانش الهی را از شایستگانش دریغ کند، بی‌حرمتی به امانت کرده و به دین خود خیانت کرده است؛ و باور کسی که آن را به کسانی که شایسته آن نیستند منتقل کند از حقیقت منحرف خواهد شد. بنابراین کتاب مقدس باید از کسانی که شایسته آن نیستند محافظت شود. | » |

با این حال، او خاطرنشان کرد:
| « | خود را از جهل با کمک دانش وحدت پروردگارمان محافظت کنید… | » |

دربارهٔ وحدت خدا و چگونگی حفظ آرامش ذهن و رضا  و یافتن شناخت عشق حقیقی، حمزه پسر علی پیام زیر را برجای گذاشت:
| « | به شما سفارش می‌کنم که از هم‌نوعان خود محافظت کنید. در حفاظت از آن‌ها، ایمان شما به کمال خواهد رسید. | » |